# Elezioni parlamentari in Lituania del 2024
Le elezioni parlamentari in Lituania del 2024 si sono tenute il 13 ottobre (I turno) ed il 27 ottobre (II turno) per il rinnovo del Seimas, il parlamento del paese.
Esse hanno visto la vittoria, come confermato anche dall’esito del primo turno e del voto proporzionale, del Partito Socialdemocratico di Lituania (LSDP), di centro-sinistra, che, con la conquista di 52 seggi, è così divenuto la formazione politica più grande in assemblea (sebbene un po’ a discapito dell’Unione dei Contadini e dei Verdi di Lituania (LVŽS), ambientalista e ruralista, che, già in crisi, ha conseguentemente ottenuto solo 8 seggi, e delle formazioni Partito del Lavoro (DP), Partito delle Regioni Lituane (LRP) e Partito dei Verdi di Lituania (LŽP), di centro-sinistra e divenute tutte extra-parlamentari). Di contro, dall’altro lato dell’arco parlamentare, il partito Unione della Patria - Democratici Cristiani di Lituania (TS-LKD), di centro-destra e precedentemente al governo, ha invece ottenuto solo 28 seggi, sebbene si sia comunque difeso abbastanza bene, in tal contesto, da una preannunciata emorragia di consensi ben peggiore; nonostante ciò, da quest’ultima ha comunque ha profittato principalmente il nuovo partito di Alba del Nemunas (PPNA), nazionalista, giunto a ben 20 seggi. Altresì eventi degni di nota della tornata elettorale sono stati la totale scomparsa dall’emiciclo parlamentare del Partito della Libertà (LP), centrista, ed il consecutivo rimpiazzo integrale ed ideologico da parte del neonato Unione dei Democratici "Per la Lituania" (DSVL), il consolidamento del Movimento dei Liberali della Repubblica di Lituania (LRLS) ed alcune variazioni di formazioni minori.

## Sistema elettorale
Per le elezioni parlamentari, la legge elettorale lituana prevede l’applicazione di un sistema elettorale misto; difatti, su 141 seggi del Seimas:
- 71 sono eletti secondo il sistema maggioritario a doppio turno all’interno di altrettanti collegi uninominali;

Nello specifico, per quanto concerne questa tipologia di seggi, i candidati risultano immediatamente eletti solo nel caso in cui ottengano la maggioranza assoluta (50%+1) dei voti espressi (incluse, dunque, anche le schede bianche e nulle) e, contemporaneamente, l'affluenza alle urne nel relativo collegio risulti essere stata di almeno il 40%. Qualora, tuttavia, questi criteri non vengano soddisfatti, è prevista l’indizione di un ulteriore turno di votazioni, entro due settimane dal precedente, tra i due candidati più votati, ove viene contestualmente eletto il candidato che ottiene più voti, ma qualora l'affluenza alle urne risulti di nuovo inferiore al 40%, l'intero processo elettorale viene ripetuto da capo.
- I restanti 70, invece, sono eletti tramite un sistema proporzionale con voto di preferenza e soglia di sbarramento al 5% per i partiti ed al 7% per le coalizioni, all’interno di un collegio unico nazionale e contemporaneamente al primo turno di elezioni per il precedente tipo di seggi. Successivamente, le preferenze sono tradotte in seggi secondo il metodo del quoziente e dei più alti resti (quoziente Hare-Niemeyer).[11][12]

## Risultati
| Liste | Proporzionale | Proporzionale | Proporzionale | Maggioritario | Maggioritario | Maggioritario | Maggioritario | Maggioritario | Maggioritario | Totale seggi |
| Liste | Proporzionale | Proporzionale | Proporzionale | I turno       | I turno       | I turno       | II turno      | II turno      | II turno      | Totale seggi |
| Liste | Voti          | %             | Seggi         | Voti          | %             | Seggi         | Voti          | %             | Seggi         | Totale seggi |
| --- | ------------- | ------------- | ------------- | ------------- | ------------- | ------------- | ------------- | ------------- | ------------- | ------------ |
| Partito Socialdemocratico di Lituania (LSDP)                                                                                    | 240 503       | 19,70         | 18            | 225 638       | 18,84         | 2             | 290 418       | 34,60         | 32            | 52           |
| Unione della Patria - Democratici Cristiani di Lituania (TS-LKD)                                                                | 224 026       | 18,35         | 17            | 231 394       | 19,32         | 1             | 207 092       | 24,67         | 10            | 28           |
| Alba del Nemunas (PPNA) | 186 305       | 15,26         | 14            | 129 641       | 10,82         | 1             | 77 507        | 9,23          | 5             | 20           |
| Unione dei Democratici "Per la Lituania" (DSVL)                                                                                 | 114 792       | 9,40          | 8             | 105 330       | 8,79          | 0             | 64 013        | 7,63          | 6             | 14           |
| Movimento dei Liberali della Repubblica di Lituania (LRLS)                                                                      | 95 868        | 7,85          | 7             | 108 493       | 9,06          | 1             | 56 447        | 6,73          | 4             | 12           |
| Unione dei Contadini e dei Verdi di Lituania (LVŽS)                                                                             | 87 374        | 7,16          | 6             | 115 183       | 9,62          | 0             | 53 264        | 6,35          | 2             | 8            |
| Partito della Libertà (LP) | 56 379        | 4,62          | 0             | 54 356        | 4,54          | 0             | 17 872        | 2,13          | 0             | 0            |
| Azione Elettorale dei Polacchi in Lituania (LLRA-KŠS/AWPL-ZCR)                                                                  | 48 288        | 3,96          | 0             | 51 057        | 4,26          | 2             | 19 042        | 2,27          | 1             | 3            |
| Alleanza Nazionale (NS) | 35 726        | 2,93          | 0             | 24 080        | 2,01          | 0             | 7 860         | 0,94          | 1             | 1            |
| Partito Popolare Lituano (LLP)                                                                                                  | 32 813        | 2,69          | 0             | 5 223         | 0,44          | 0             | 0             | 0,00          | 0             | 0            |
| Coalizione di Pace (TK) (Partito del Lavoro (DP) — Partito della Democrazia Cristiana Lituana (LKDP) — Partito Samogitico (ŽP)) | 27 362        | 2,24          | 0             | 26 802        | 2,24          | 0             | 0             | 0,00          | 0             | 0            |
| Partito delle Regioni Lituane (LRP)                                                                                             | 23 547        | 1,93          | 0             | 40 008        | 3,34          | 0             | 17 253        | 2,06          | 0             | 0            |
| Partito dei Verdi di Lituania (LŽP)                                                                                             | 21 002        | 1,72          | 0             | 22 182        | 1,85          | 0             | 0             | 0,00          | 0             | 0            |
| Unione del Popolo e della Giustizia (TTS)                                                                                       | 17 218        | 1,41          | 0             | 21 914        | 1,83          | 0             | 0             | 0,00          | 0             | 0            |
| Libertà e Giustizia (LT) | 9 367         | 0,77          | 0             | 10 484        | 0,88          | 0             | 11 533        | 1,37          | 1             | 1            |
| Indipendenti (IND) | 0             | 0,00          | 0             | 26 044        | 2,17          | 1             | 17 025        | 2,03          | 1             | 2            |
| Totale | 1 220 570     | 100           | 70            | 1 197 729     | 100           | 8             | 839 326       | 100           | 63            | 141          |
| |               |               |               |               |               |               |               |               |               |              |
| Schede nulle | 24 047        | 1,93          |               | 46 321        | 3,72          |               | 31 394        | 3,61          |               |              |
| Votanti | 1 244 617     | 52,20         |               | 1 244 050     | 52,18         |               | 870 720       | 41,04         |               |              |
| Elettori | 2 384 368     |               |               | 2 384 368     |               |               | 2 121 562     |               |               |              |

| Riepilogo dei seggi | Riepilogo dei seggi | Riepilogo dei seggi | Riepilogo dei seggi | Riepilogo dei seggi | Riepilogo dei seggi | Riepilogo dei seggi |
| ------------------- | ------------------- | ------------------- | ------------------- | ------------------- | ------------------- | ------------------- |
|                     |                     |                     |                     |                     |                     |                     |
| LVŽS                | 8                   | ▼ 24                |                     | LŽP                 | 0                   | ▼ 1                 |
| DP                  | 0                   | ▼ 10                |                     | LSDP                | 52                  | ▲ 39                |
| LRP                 | 0                   | ▼ 3                 |                     | DSVL                | 14                  | Nuovo               |
| IND                 | 2                   | ▼ 2                 |                     | LP                  | 0                   | ▼ 11                |
| LS                  | 12                  | ▼ 1                 |                     | TS-LKD              | 28                  | ▼ 22                |
| LLRA-KŠS/AWPL-ZCR   | 3                   | ━                   |                     | LT                  | 1                   | ━                   |
| NA                  | 1                   | ▲ 1                 |                     | PPNA                | 20                  | Nuovo               |